# Ламперт, Евгений Ильич
Ламперт Евгений Ильич (14 сентября (1 сентября) 1914, Мюнхен — 22 сентября 2004, Афон) — филолог, философ, исследователь православной культуры.

## Биография
Родился 1 сентября 1914 года в Мюнхене. Его отец имел бельгийское происхождение. Детство провел в Пятигорске. Эмигрировал с семьей в 1922 году. Учился в Германии и во Франции, знал несколько европейских языков. Окончил Страсбургский университет. Был одним из учеников прот. Сергия Булгакова в Свято-Сергиевском богословском институте. В Париже был секретарем и учеником Николая Бердяева, в это время несколько раз общался с Мариной Цветаевой.
Накануне второй мировой войны переехал в Великобританию, где учился в Оксфордском университете. В 1942 году женился на Екатерине Гаспаровне (Джасперовне) Ридлей-Бенкендорф (1912-1976), которая родила ему двух сыновей.
В 1965 году был приглашен читать курс лекций в Килский университет (Англия), где в 1968 году основал кафедру русского языка и литературы, и возглавлял её до 1976 года. С 1983 года вышел на пенсию и занялся строительством дома в Лондоне. Последние годы жизни провел в Греции.
Ламперт считался одним из ведущих специалистов Запада по Достоевскому и Герцену.  

В 1970-х на возглавляемую им кафедру Russian Studies приглашал преподавателей из СССР, за что слыл красным и левым в среде английской профессуры. Проф. Джон Феннел из Оксфорда однажды сказал: «Проф. Ламперт слишком хочет заставить звучать колокол Герцена на земле Британии».
Ламперт любил СССР какой-то странной любовью, умел находить внутри явно неприемлемого для него строя кусочки-осколки той России, которую по большому счёту он знал только по книгам и рассказам матери, Татьяны Савельевны, которая до смерти своей (а дожила она до 102 лет) говорила «синематограф» и «городовые», и при этом была чуткой к интересам молодёжи и всегда с охотой общалась с юнцами. 

Нередко ему случалось быть первым слушателем стихов Евтушенко, Ахмадуллиной и других поэтов – во время его визитов в Россию, или когда они оказывались в Англии.  

Он был ярым противником перестройки. И, будучи нередким гостем в России советской, так ни разу и не приехал в Россию постсоветскую. «Не хочу!» - говорил без каких-либо объяснений. 

Валентина Полухина, известная исследовательница Бродского, сказала как-то, что Ламперт был слишком искренен в своих любовях – и потому непримирим.

Из письма Евгения Ламперта Феликсу Михайлову: «Как же могло случиться, что Россия предала сегодня надежду всех мыслящих людей Земли — свою великую антибуржуазную революцию?! — Так пишет он, никогда не бывший марксистом, во всех советских энциклопедиях упоминаемый как антикоммунист и антисоветчик. И вот его credo сегодня: "Западная цивилизация!" Нет ничего её пошлее и мелочнее, нет ничего опаснее для заблудившегося человечества. Это пятисотлетнее царство духовно глухих и слепых, ограниченных, безмерно эгоистичных, лишь сегодняшним днем живущих буржуа. На их потребительских иллюзиях, как на опаре, созрело и взошло мировосприятие бесформенной, как тесто колышущейся, необъятной, постоянно вспучивающейся и опадающей новой человеческой общности — массы, этой питательной среды господствующего сегодня среднего класса. Да, ваша революция, как и всякая революция, пожирала своих детей. Да, постреволюционный период был беременей азиатской деспотией — диктатурой вождя одурачивших себя масс. И, увы, разрешился ею. Сталинизм и фашизм на этом закономерном её исходе росли и набирали силу. Но слишком глубоки были духовные основы у европейского коммунизма, сохранившие себя даже в постреволюционном общинном социализме Сталина, и слишком явными в своем человеконенавистничестве были основы фашизма Гитлера, чтобы сегодня, с легкой душой отождествив фашизм и коммунизм, отдать Россию западной цивилизации. Побойтесь Бога, что вы там у себя делаете вместе с вашим царем Борисом».

## Сочинения
- The Divine Realm: Toward a Theology of the Sacraments. - London: Faber & Faber, 1944. 140 p.
- Nicolas Berdyaev and the New Middle Ages. - London, 1945. 96 p.
- The Apocalypse of History: Problems of Providence and Human Destiny. - London: Faber & Faber, 1948. 180 p.
- Studies in Rebellion. - London, 1957. 295 p.
- Sons against Fathers. - Oxford, 1964.